# Heddesheim
Heddesheim je město v německé spolkové zemi Bádensko-Württembersko. Leží na hranici se spolkovou zemí Hesensko v zemském okrese Rýn-Neckar ve vládním obvodu Karlsruhe. Nachází se v rovinatém kraji mezi Mannheimem a pohořím Odenwald, severně od Římany založeného Ladenburgu, jímž protéká řeka Neckar.
Město je spojeno s Mannheimem tramvajovou linkou; v  jeho blízkosti se nachází železniční stanice Heddesheim/Hirschberg s přímým spojením do Frankfurtu nad Mohanem, Mannheimu a Heidelbergu.
Město bylo v minulosti známé pěstováním tabáku, které však bylo ukončeno v roce 2010 poté, co Evropská unie přestala tuto plodinu subvencovat.

## Partnerská města
- Nogent-le-Roi, Francie, od roku 1974

## Galerie

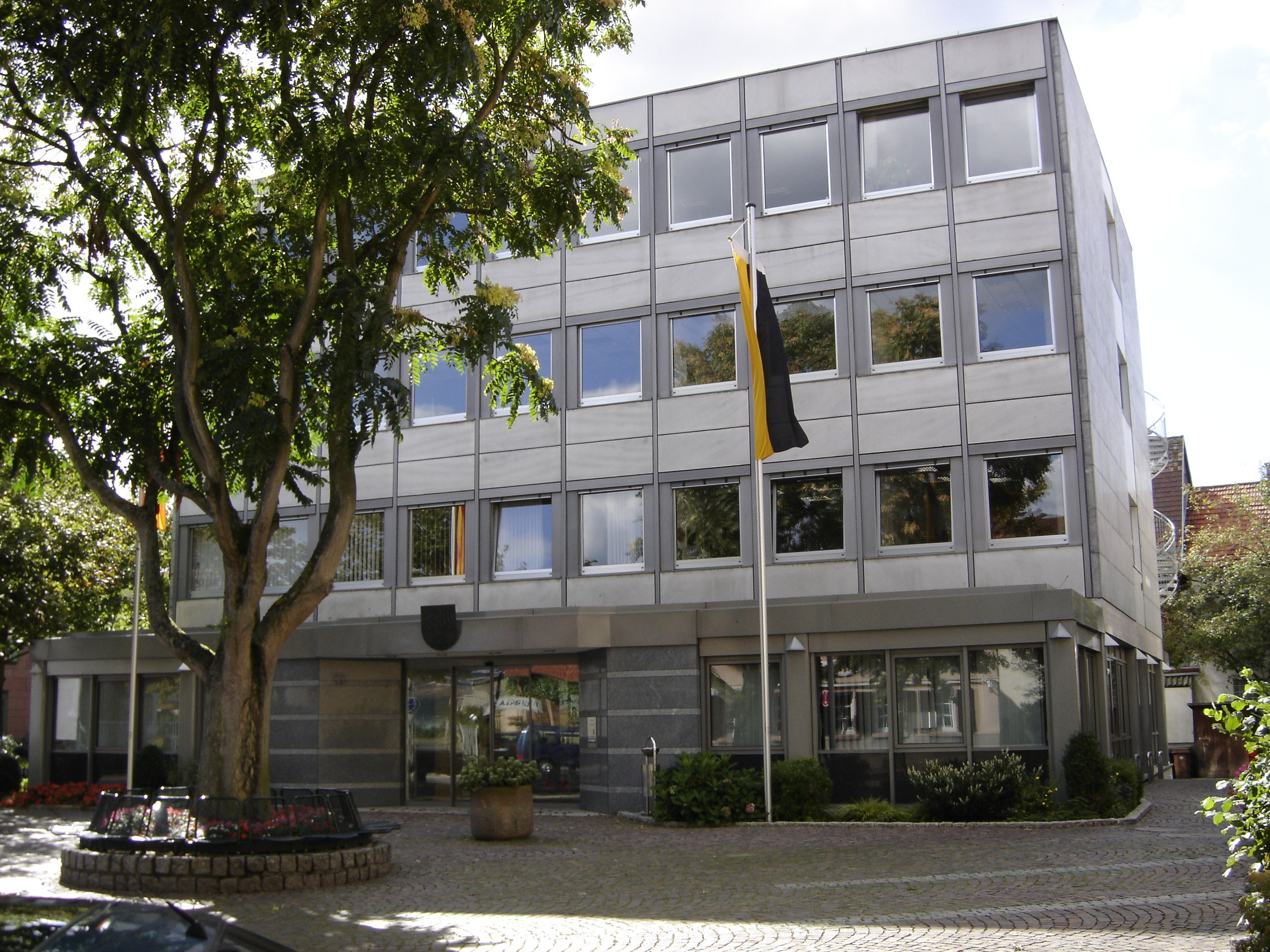
Nová radnice
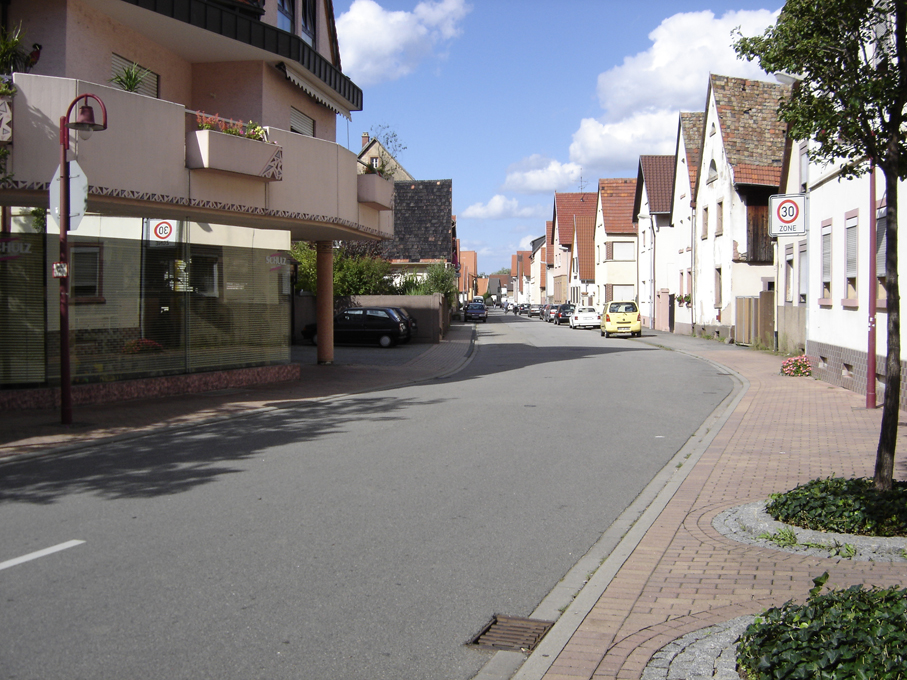
Ulice v centru města
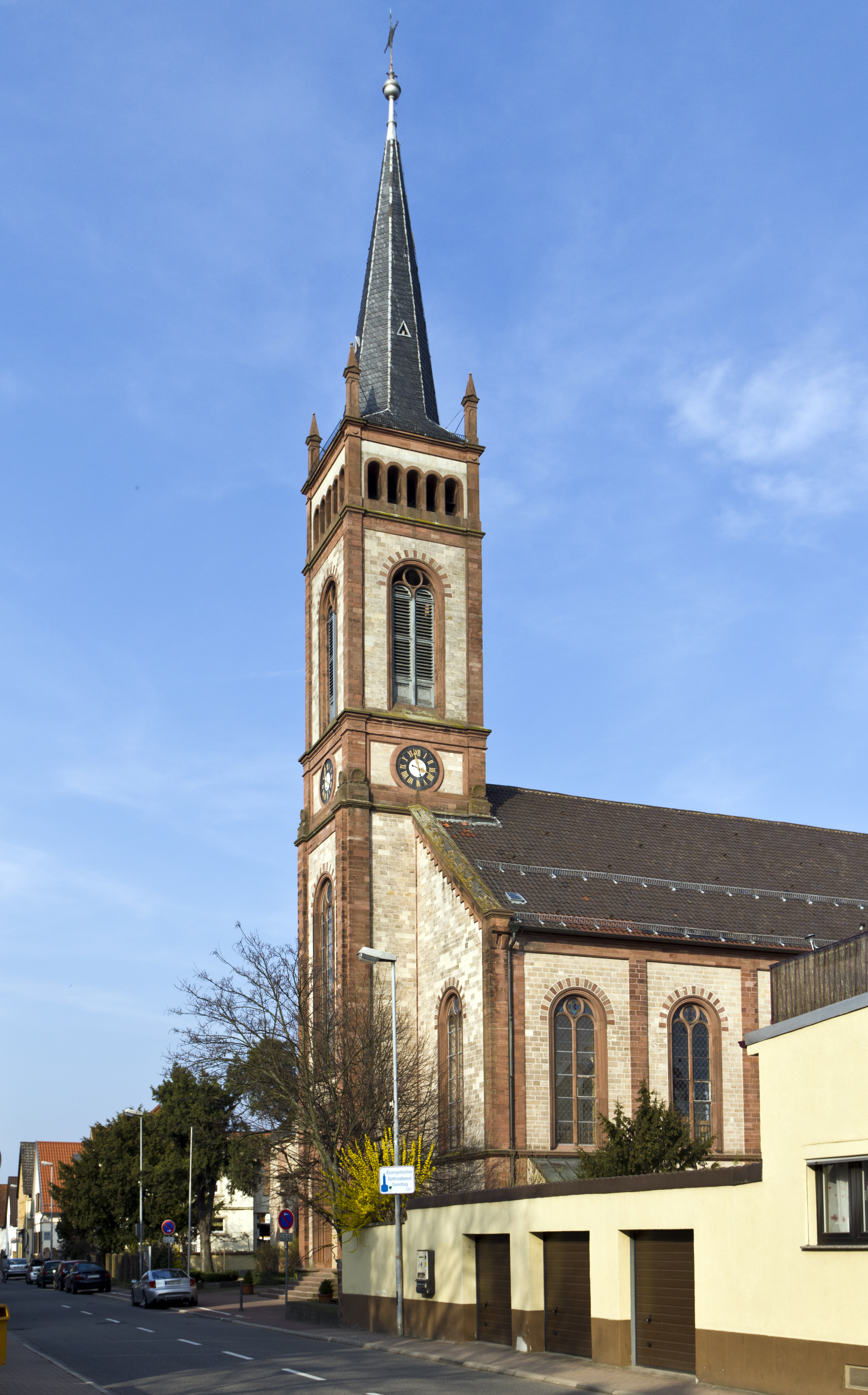
Evangelický kostel
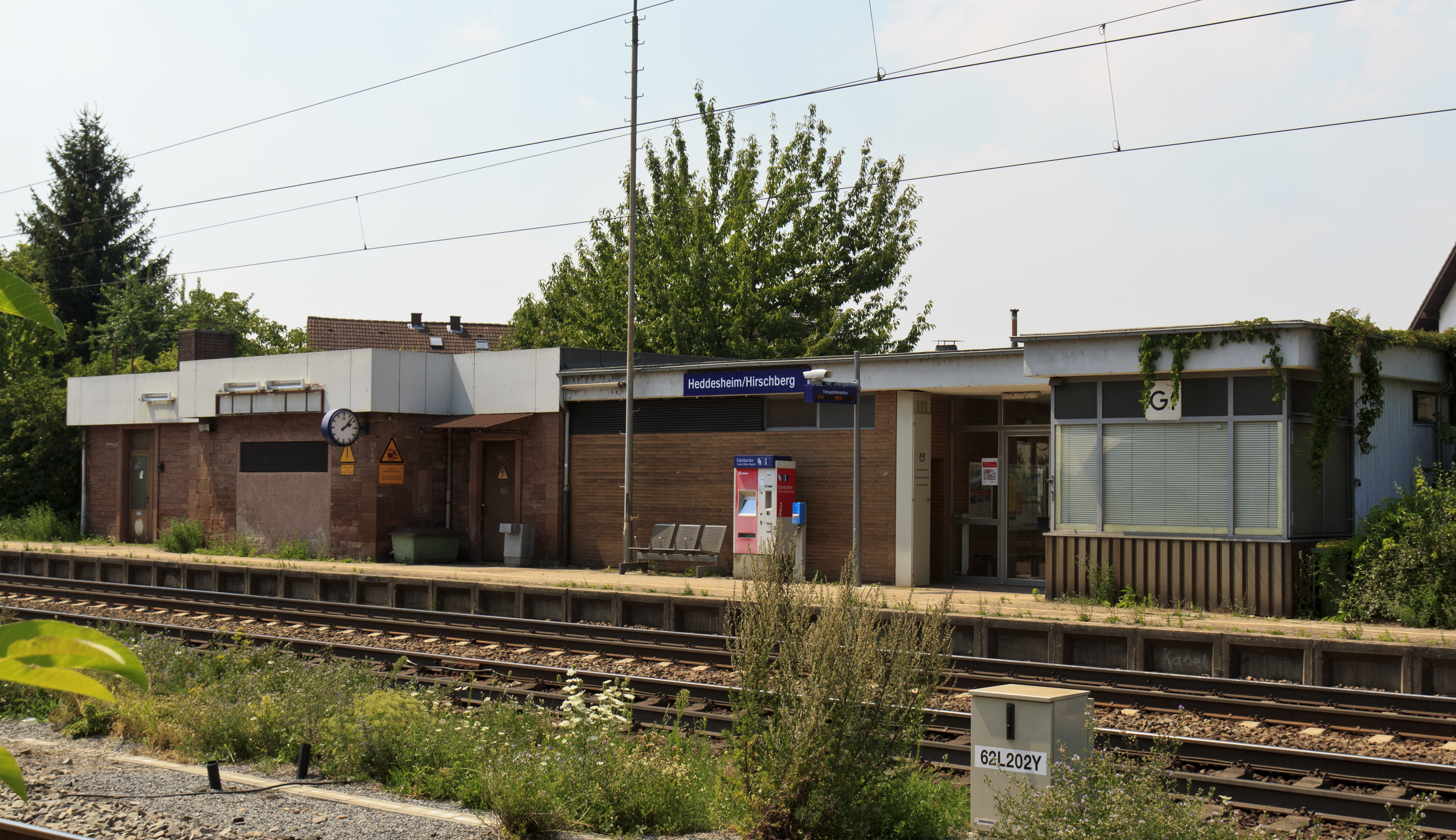
Vlakové nádraží